# Партія відродження (Туніс)
Партія відродження (араб. النهضة: хізб аль-нахда) — помірна ісламістська партія в Тунісі.
Організація з'явилася під назвою «Ісламська дія» незабаром після ісламської революції в Ірані. На рубежі 80-х-90-х партія була практично повністю розгромлена новим президентом Зін аль-Абідін бен Алі. Її лідер Рашид Ганнуші втік з країни, партійна газета Аль-Фаджр (Світанок) була закрита, а її редактор Хамаді Джебалі — посаджений у в'язницю. Після туніської революції партія відновила свою силу, Ганнуші повернувся з еміграції. Партія спочатку була одним з фаворитів виборів в Установчі зборах 23 жовтня 2011 року. За попередніми даними, партію підтримали від 30 % до 40 % виборців, що може дозволити їм отримати не менше половини місць в Установчих зборах. За остаточними даними, партія зайняла 89 місць в Установчих зборах з 217. У результаті угоди зі світськими партіями пост прем'єр-міністра дістався генеральному секретарю партії Хамаді Джебалі, а пост президента — представнику світських партій Монсефу Марзукі.
Партія зазвичай називається ісламістської, в той час як інші великі партії характеризуються як світські. На додаток до акцентованого ісламізму характером, програма партії декларує пріоритет демократії та ліберальної економіки. Партія також декларує свободу слова, друку та віросповідання, захист прав релігійних меншин і збереження широких за мусульманським мірками свобод жінок. Крім того, Рашид Ганнуші заявляв, що його партію слід порівнювати не з радикальними мусульманськими партіями, а з правлячої в Туреччині Партії справедливості і розвитку.